# Gümüştepe, Şarkışla
Gümüştepe là một xã thuộc huyện Şarkışla, tỉnh Sivas, Thổ Nhĩ Kỳ. Dân số thời điểm năm 2011 là 770 người.